# Onofrio Jannuzzi
Onofrio Jannuzzi (Andria, 1º novembre 1902 – Roma, 19 maggio 1969) è stato un politico e avvocato italiano, senatore dalla prima alla quinta legislatura repubblicana.

## Biografia
Dopo essersi laureato in giurisprudenza all'Università di Roma, esercitò la professione di avvocato a Roma fino allo scoppio della seconda guerra mondiale. Verso il termine del conflitto, fu nominato commissario al comune di Andria dal 1944 al 1945, iniziando così la carriera politica.
Il 18 aprile 1948 venne eletto senatore e riconfermato nelle quattro successive legislature.
Fu sottosegretario alla Difesa nel settimo governo De Gasperi dal 27 luglio 1951 al 17 luglio 1953, nonché sindaco della città di Andria dal 1952 al 1956 e nel 1967
Morì improvvisamente a Roma nel 1969.